# Каміль Фламмаріон
Камі́ль Фламмаріо́н (1842—1925) — французький астроном і письменник, брат Ернеста Фламмаріона, засновника однойменного видавництва.
Каміль Фламмаріон — автор праць про небесні тіла, кліматологію й атмосферу Землі, науково-популярних книг, серед яких особливо відомими були «Історія неба» та «Численність заселених світів». Ці надзвичайно популярні книжки публікувалися в братовому видавництві «Фламмаріон» й були в той час справжніми бестселерами.

## Біографія
Вищої освіти не отримав. З 1858 по 1862 роки вивчав астрономію в Паризькій обсерваторії (де працював обчислювачем), з 1862 по 1866 рік працював при Бюро довгот. Був редактором наукового відділу журналів «Cosmos», «Siècle», «Magasin pittoresque». У 1882 р. заснував популярний журнал «L'Astronomie», згодом перейменований у «Bulletin de la Société Astronomique de France». У 1887 заснував Французьке астрономічне товариство, що налічувало за його життя сотні співчленів у всіх частинах світу. Товариство мало виключно популяризаторську мету. Завдяки щедрій пожертві одного любителя астрономії і шанувальника його книг Фламмаріон заснував приватну обсерваторію в Жювізі, поблизу Парижа, де і проводив спостереження головним чином над планетами і подвійними зірками. Обсерваторія в Жювізі відкрита досі, багато астрономів проробили в її стінах довгий шлях від аматорів до професіоналів.
У 1861 опублікував книгу «Множинність жилих світів», яка стала початком великої серії його популярних астрономічних робіт. Найвідоміша книга К. Фламмаріона «Популярна астрономія» вийшла 1880 року рекордним для того часу тиражем в 100 000 екземплярів і була розпродана протягом місяця. Потім книга витримала безліч перевидань протягом десятків років і була перекладена на всі основні європейські мови. Такий же успіх чекав «Доповнення до Популярної Астрономії», російською мовою видавався під назвою «Зоряне небо і його чудеса». Книги Фламмаріона вважалися культовими.
Відомі наукові дослідження Фламмаріона, присвячені подвійним і кратним зорям; зокрема, він відкрив загальний власний рух кількох широких пар. Вивчав кольори зірок і окремих утворень на поверхні Місяця (зміни кольору в кратері Платон пояснював наявністю в ньому рослинності). У 1876 відзначив сезонні зміни темних областей на Марсі. Численні спостереження цієї планети, виконані Фламмаріоном в обсерваторії Жювізі, описані ним у книзі «Планета Марс і умови проживання на ній» (у виданні 1909). У цій книзі зібрані також всі відомі спостереження планети починаючи з 1636. Крім астрономії, Фламмаріон займався також вулканологією, проблемами земної атмосфери, кліматологією. У 1867—1880 здійснив кілька підйомів на повітряних кулях для вивчення атмосферних явищ, зокрема атмосферної електрики.

## Спіритуалізм
Каміль Фламмаріон займався спіритуалізмом. Йому належать такі книги як «Невідоме» (про паранормальні можливості та явищах людської психіки), «Смерть і її таємниця» та інші. Це послужило приводом для опори на його авторитет сучасних псевдонаукових авторів:
… «На деякі роботи Фламмаріона намагаються спертися новоспечені і небезкорисливі віщуни і астрологи-практики.»
Ступінь причетності Фламмаріона до теософського товариства О. Блаватської оцінювалася різними авторами діаметрально протилежним чином.

## Вибрані праці
Найголовніші твори Фламмаріона:
- «La pluralité des mondes habités» (1862);
- «Les Mondes imaginaires et les mondes réels» (1865);
- «Les Merveilles célestes» (1866); «Histoire du ciel» (1873);
- «Astronomie populaire» (1880, здобула премію Французької академії),
- «Les Etoiles et les curiosités du ciel» (1881),
- «La planète Mars» (1893).

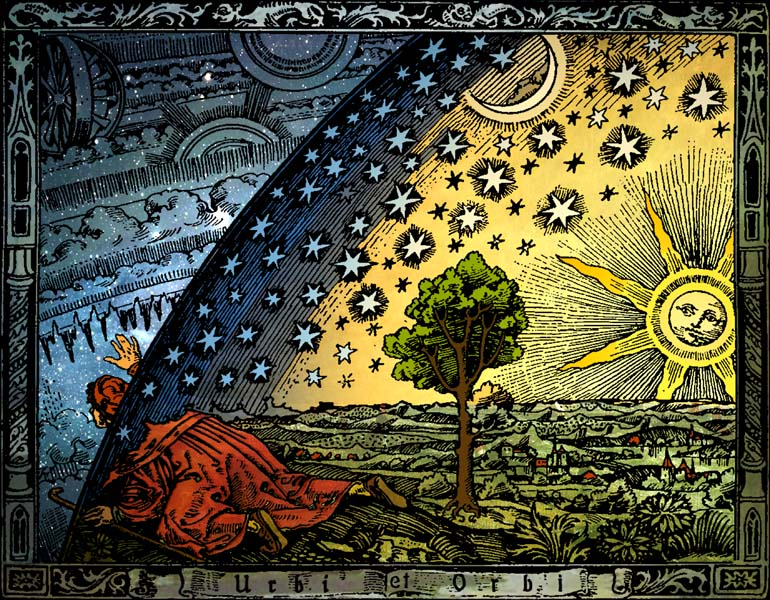
Універсум — гравюра Фламмаріона, Париж, 1888, Колір : Гюго Гайкенвельдер, Відень, 1998

Окремо стоять його роботи: «Dieu dans la nature» (1867); «астрономічні» романи «Lumen» (1872); «Uranie» (1889). Крім того, їм написано 9 томів «Etudes et lectures sur l'Astronomie» (1867—1880); «L'Atmosphère» (1872) і величезна кількість менших за розміром книг, брошур і журнальних статей.
Більшість названих великих робіт Фламмаріона витримали десятки видань, розійшлися у сотнях тисячах примірників, перекладені на всі європейські мови і принесли гучну популярність автору. Як суто наукові роботи Фламмаріона потрібно згадати його «Catalogue des étoiles doubles et multiples en mouvement relatif certain» (1878); «Atlas céleste» (1877), його вимірювання подвійних зірок і кілька заміток у «Comptes Rendus».
Найважливіші наукові досягнення Фламмаріона пов'язані з спостереженням подвійних і кратних зірок, зокрема, він відкрив власний рух низки подвійних зірок, довівши гравітаційний зв'язок між ними. Крім того, Фламмаріон багато сил присвятив дослідженню Марса (і написав книгу «Планета Марс та умови проживання на ній»).
Крім астрономії Фламмаріон вивчав питання земної атмосфери, кліматології, вулканології. Ім'я Фламмаріона присвоєно об'єктам на Місяці та Марсі.